# Aptenopedes hubbelli
Aptenopedes hubbelli är en insektsart som beskrevs av Morgan Hebard 1936. Aptenopedes hubbelli ingår i släktet Aptenopedes och familjen gräshoppor. Inga underarter finns listade i Catalogue of Life.